# Kosmos Voria Proastia
Il Kosmos Voria Proastia (ΚΟΣΜΟΣ ΒΟΡΕΙΩΝ ΠΡΟΑΣΤΙΩΝ) è una squadra di calcio a 5 greca che milita nel campionato greco di calcio a 5, fondata nel 1997 ha sede a Gerakas. Il Kosmos è stata una delle squadre pioniere di Grecia, dove ha vinto il titolo nazionale nella stagione 1998/1999, suo unico alloro nazionale sinora.

## Rosa 2008-2009
| N. |                   | Ruolo | Calciatore              |
| -- | ----------------- | ----- | ----------------------- |
| -  | Grecia (bandiera) | G     | Lazarios Gionis         |
| -  | Grecia (bandiera) | G     | Charites Skaramangas    |
| -  | Grecia (bandiera) | G     | Ioannis Kotrotsos       |
| -  | Grecia (bandiera) | G     | Alexandros Sykaras      |
| -  | Grecia (bandiera) | G     | Ioannis Sykaras         |
| -  | Grecia (bandiera) | G     | Dimitris Katsoulis      |
| -  | Grecia (bandiera) | G     | Anestis Sidiropoulos    |
| -  | Grecia (bandiera) | G     | Alexandros Pliakos      |
| -  | Grecia (bandiera) | G     | Panagiotis Kotsiopoulos |
| -  | Grecia (bandiera) | G     | Dimitris Stolis         |

| N. |                   | Ruolo | Calciatore            |
| -- | ----------------- | ----- | --------------------- |
| -  | Grecia (bandiera) | G     | Diogios Foucault      |
| -  | Grecia (bandiera) | G     | Christos Pergantis    |
| -  | Grecia (bandiera) | G     | Kriton Keppas         |
| -  | Grecia (bandiera) | G     | Sotiris Ziros         |
| -  | Grecia (bandiera) | G     | Michalis Papadopoulos |
| -  | Grecia (bandiera) | G     | Basilios Themelis     |
| -  | Grecia (bandiera) | G     | Dimitris Vrekos       |
| -  | Grecia (bandiera) | G     | Andreas Stolis        |
| -  | Grecia (bandiera) | G     | Manolis Mantopoulos   |

## Palmarès
- 1 Campionato greco: 1999